# Lagruère
Lagruère település Franciaországban, Lot-et-Garonne megyében. Lakosainak száma 343 fő (2022. január 1.). Lagruère Villeton, Calonges, Fauillet, Le Mas-d’Agenais, Sénestis és Tonneins községekkel határos.

## Népesség
A település népességének változása:
| Lakosok száma | 434  | 362  | 347  | 323  | 382  | 370  | 324  | 327  | 326  | 343  |
|               | 1968 | 1982 | 1990 | 2006 | 2013 | 2015 | 2017 | 2019 | 2020 | 2022 |